# شاهین تایتا
شاهین تایتا (نام علمی: Falco fasciinucha) نام یک گونه از سرده شاهین است.